# 岳南電車
岳南電車株式会社（がくなんでんしゃ、英: Gakunan Electric Train Co.,Ltd.）は、静岡県富士市で鉄道路線（岳南鉄道線）を運営する富士急グループの鉄道事業者。岳南鉄道の鉄道部門を2013年に分社化して設立された。

## 概要
岳南鉄道線は、開業以来岳南鉄道によって経営されていた。しかし同社経営時代末期には旅客収入・貨物収入とも減少傾向にあり、主に旅客運送の面でイベント列車の運行や多客時の増結運行によるサービス向上などに努めたものの、毎年数千万円の営業赤字（営業損失）を計上していた。2011年3月期の有価証券報告書によれば、2010年度の営業赤字は6263万8千円となっていた。また2011年度には主力事業であった貨物輸送が廃止され、更なる経営悪化を招いた。こうした事情を踏まえ、2013年度より岳南電車が発足し、鉄道事業が移管された。
厳しい経営状況の一方、沿線の景色を生かした活性化の試みもなされており、「懐かしい駅の明かりや工場夜景など貴重な夜景が沿線全体に存在する」として2014年度（第10回）の日本夜景遺産に認定された。鉄道領域では初の認定で、2014年からはこれを生かした予約制の「夜景電車」も運行している。
2019年の利用者数は86万人と1960年代の年間500万人には遠く及ばないが、通勤・通学以外の利用者が2割を占めている。

## 沿革
- 2013年（平成25年）4月1日 - 会社設立、事業開始。
- 2017年（平成29年）
  - 3月4日 - 連絡乗車券の発売範囲を吉原駅から大人670円区間にまで縮小する[10]。
  - 7月6日 - 富士市が「岳南鉄道線軌道敷を活用した地域電力事業」の事業計画策定に関する協定を締結[11]。
- 2021年（令和3年）8月21日 - 岳南富士岡駅に「がくてつ機関車ひろば」を開設[12]。

## 路線
- 岳南鉄道線 吉原駅 - 岳南江尾駅 9.2 km 全線電化・単線

## 車両
ここでは、岳南鉄道時代の保有車両についても取り扱う。
なお岳南鉄道時代より、保有車両は電車・電気機関車共に他社からの譲受車両で占められている。輸送量の急激な減少に伴い、1981年当時は電車12両・電気機関車7両在籍していた保有車両が、2015年4月には電車5両・電気機関車1両（休車）まで減少した。

### 現有車両（電車）
いずれも元京王帝都電鉄車である。

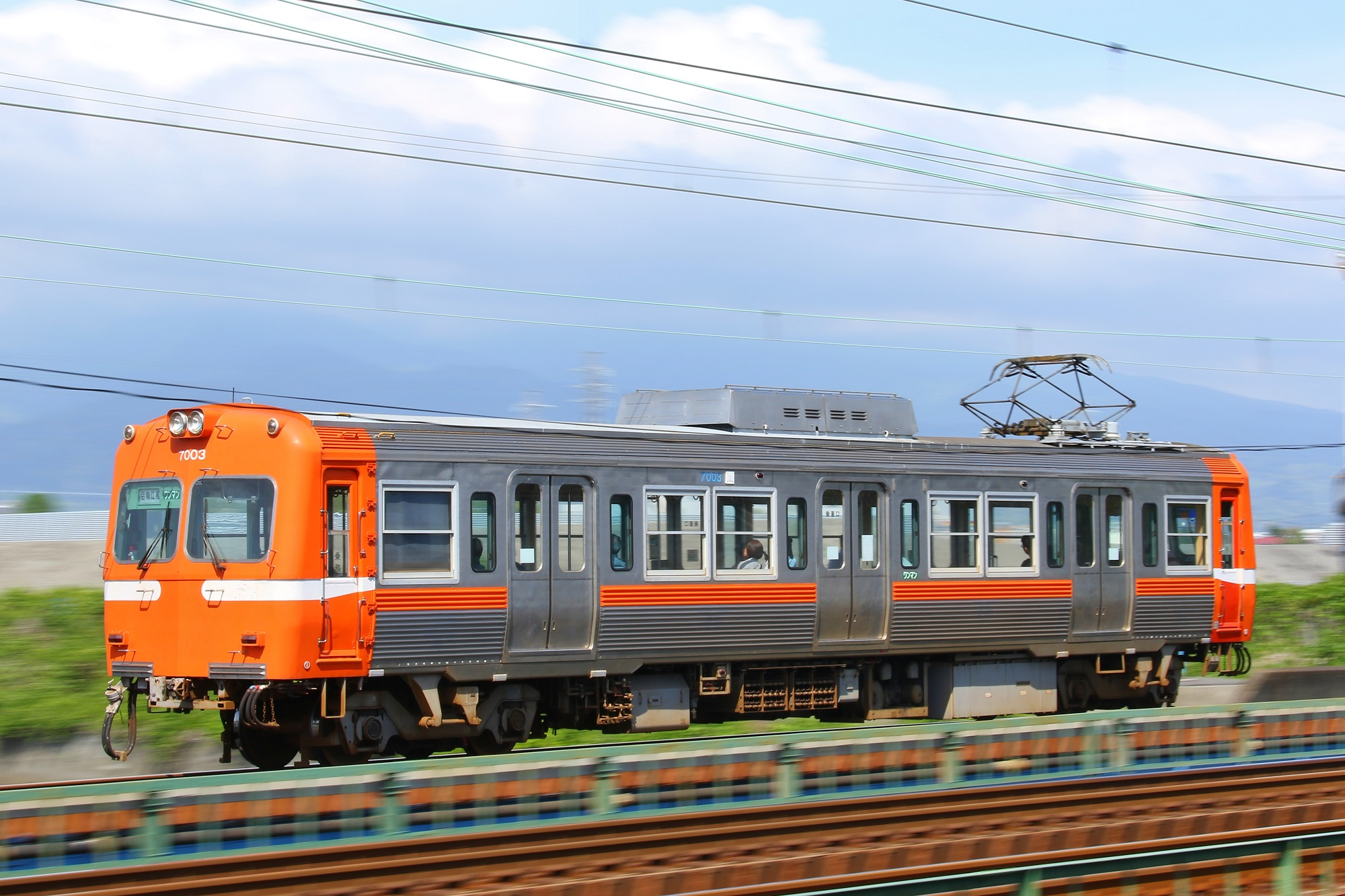
7000形（モハ7001・7003）
京王3000系の中間車を両運転台化改造したもの。9000形が導入される前はモハ7002も在籍していた。
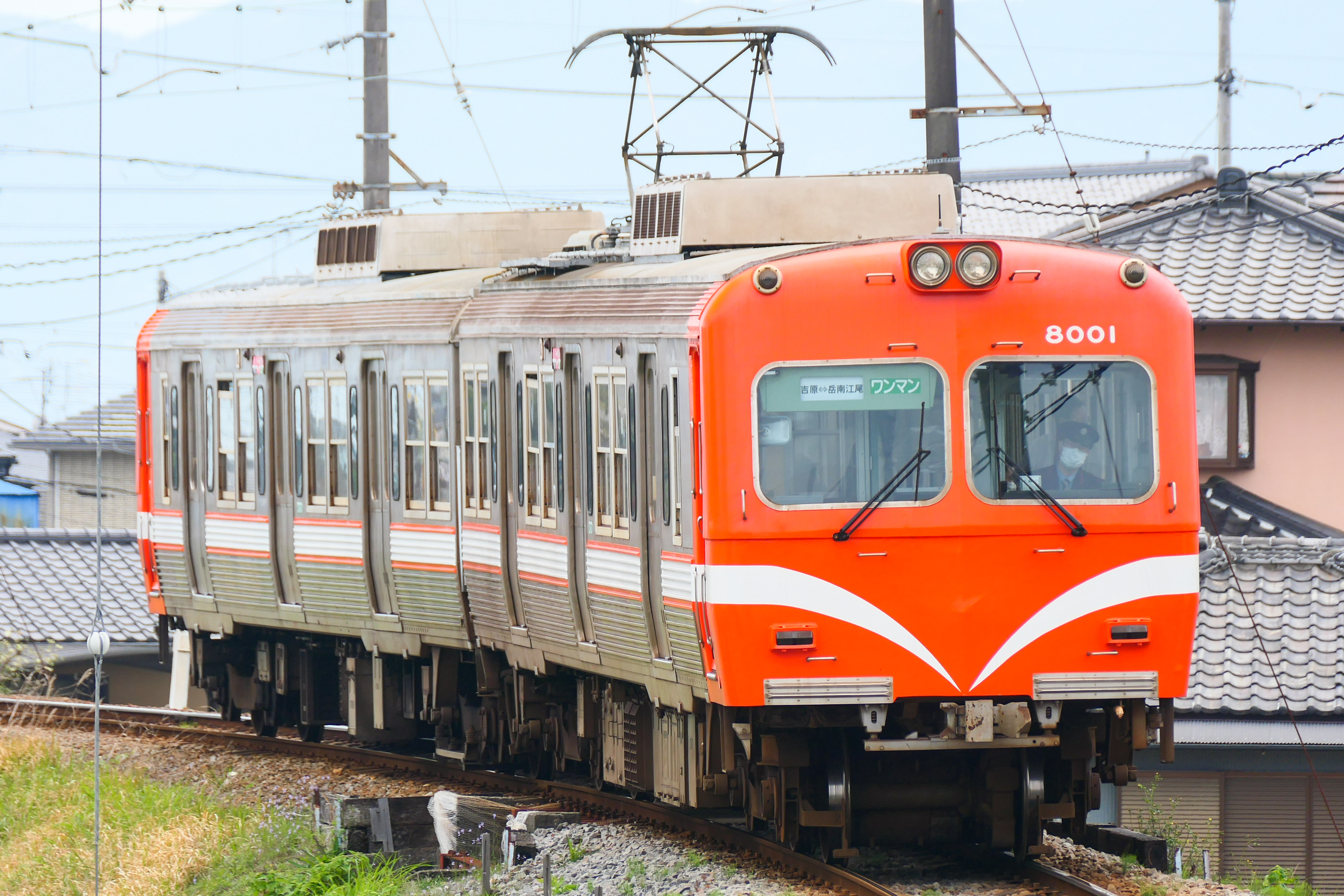
8000形（モハ8001 - クハ8101）
京王3000系の中間車を片運転台化改造したもの。
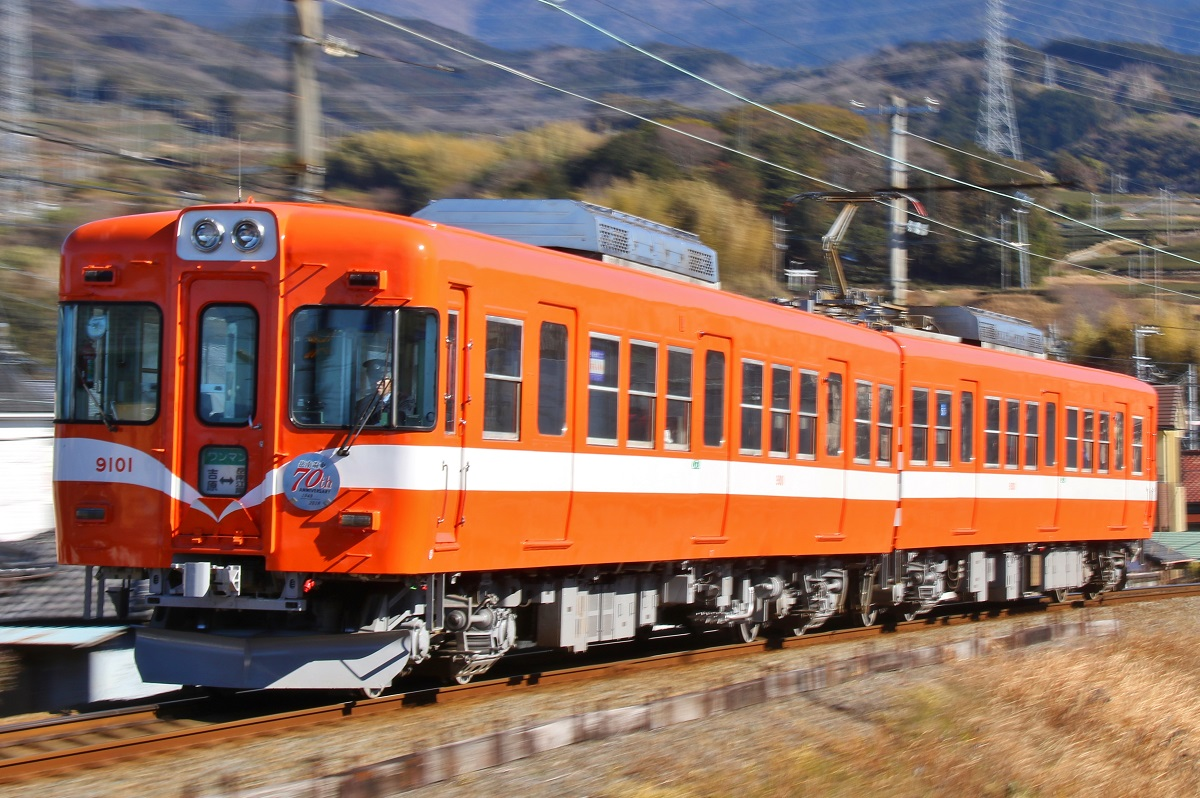
9000形（モハ9001 - クハ9101）
富士急行の1000系（元京王5000系）が再譲渡されたもの。

- 7000形
- 8000形
- 9000形

### 現有車両（電気機関車）
- ED40形（2代：ED402・ED403）
松本電気鉄道から譲渡されたもの。2両が譲渡され、かつて吉原駅 - 比奈駅間の貨物輸送に主力として用いられていた。2015年3月31日にED403が除籍され、ED402の1両のみ在籍している。

### 過去の車両（電車）
かつては木造車の鋼体化車や元小田急車などの雑多な旧型車で占められていた。老朽車を1両単位で置き換えていたこと、その置き換えの際に場当たり的に形式車号が決定されていたため、形式車号と実車の相関性が希薄であること、台車などの振り替えも頻繁に行われていたことから、その内容や変遷は極めて複雑である。なお、鋼体化車や小田急車入線以前は木造車が大勢を占め、富岩鉄道からの買収国電払い下げ車なども在籍していた。

#### 初期の木造車グループ
- モハ101・102
1949年に駿豆鉄道のモハ101（元国鉄モニ3012・3013）を購入したもの。モハ101は1961年に鋼体化されてモハ1103となる。モハ102は1953年に制御車化されてクハ102となるが、1963年に廃車・解体。
- モハ106
1949年に西武鉄道のサハ106を購入したもの。1960年に鋼体化され、ステンレス車のモハ1105となる。
- クハ1210
1949年に西武鉄道のクハ1210を購入したもの。元は国鉄の客車で、それが西武の前身である武蔵野鉄道に譲渡されていた。1968年に廃車。
- モハ38
1951年に駿豆鉄道のモハ38を購入したもの。1963年に鋼体化されてモハ1106となる一方、余剰になった車体は新たな制御車に流用されクハ2101となった。
- モハ201
1953年に国鉄のデハ204（伊那電気鉄道からの買収車）を購入したもの。1959年に鋼体化してモハ1101となる。
- クハ21
1953年に国鉄のセミボ21[13]（富岩鉄道からの買収車）を購入したもの。1968年廃車。
- モハ601
1957年に富士山麓電気鉄道（旧会社）のモハ20（元国鉄モヤ4001）を借り入れ、のち購入したもの。1960年に鋼体化され、モハ1102となる。

#### 鋼体化車・元小田急車グループ
以下は既存の木造車の機器を流用して車体を新製したものと、小田急から車体・台車を譲受して一部を電装したものに大別される。小田急から譲受した電動車の本来の主電動機は4000形に転用されたため、主電動機は国鉄の中古品などを装備していた。これらは5000系導入まで使用された。
- モハ1100形（モハ1101 - 1103・1105 - 1108）
前述の木造車を鋼体化した4両のほか、小田急1300形を種車とするモハ1107・1600形を種車とするモハ1108が存在した。モハ1108が片運転台であった以外は両運転台の単行車であった。
- モハ1600形（モハ1601〈→1602〉・1602〈→1603〉）
小田急の1600形を譲受した片運転台車。モハ1602は改番の都合で時期により異なる2両が存在した。
- クハ2100形（クハ2101 - 2103・2105）
クハ2101が前述のモハ38からの改造車であった他は、小田急の1200形・1400形・1600形を譲受した制御車。
- クハ2600形（クハ2601・2602）
小田急1600形を種車とするクハ2601、モハ1100形から再改造されたクハ2602があった。クハ2602はのちにクハ1100形クハ1107に再改番された。
- モハ1900形（モハ1905）・サハ1950形（サハ1955）
小田急の1900形を譲受した電動車・中間車。

#### 新性能化以降
- 5000系（モハ5001 - 5004・クハ5101 - 5104）
東京急行電鉄から5000系（初代）を譲受したもの。7000形導入後も予備車が残っていたが、8000形導入に伴い全車廃車された。

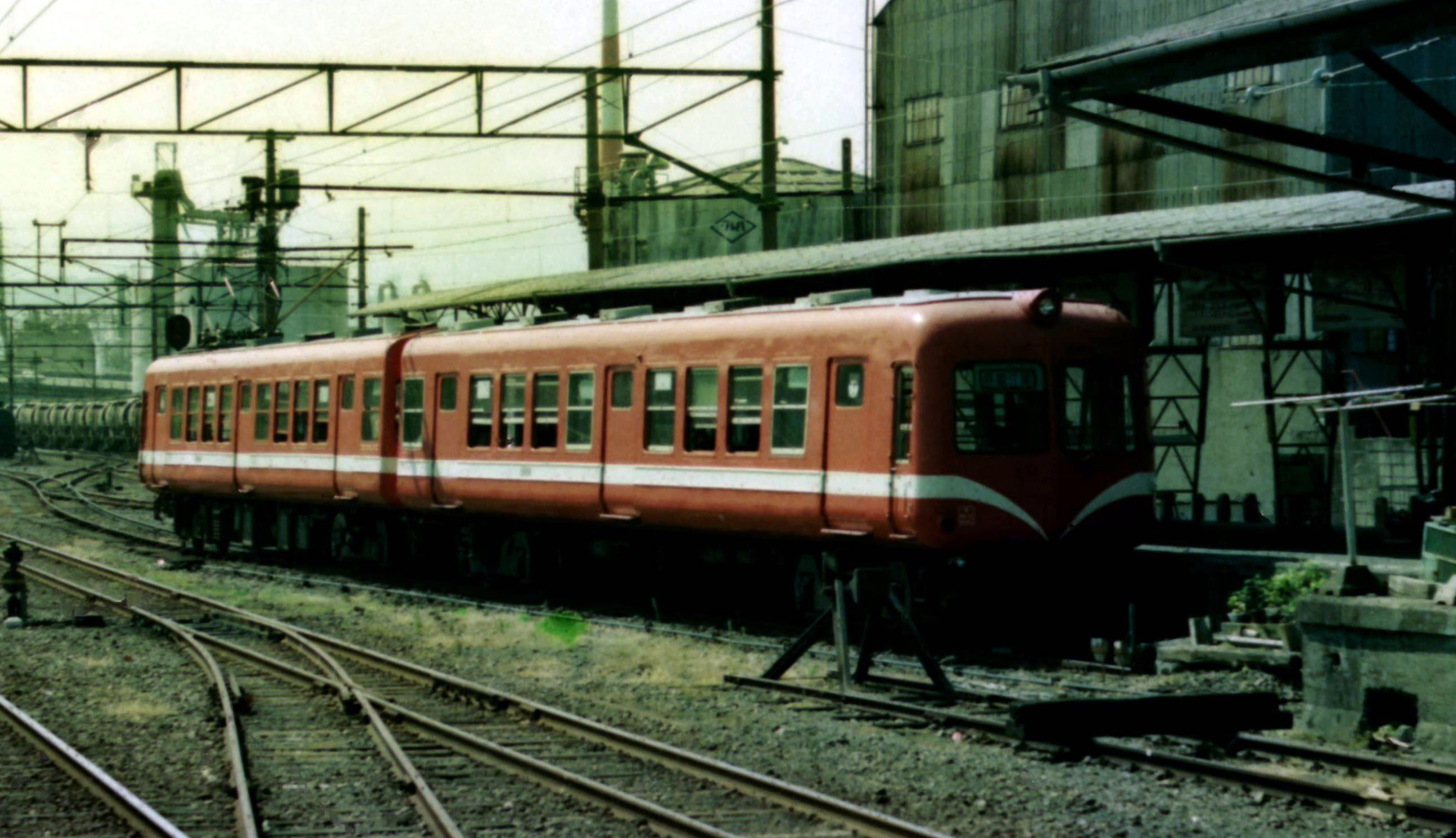
5000系

### 過去の車両（電気機関車）
- ED40形（初代：ED4012・ED4013）
開業時に駿豆鉄道から元国鉄のアプト機関車ED40形を譲受したもの。
- デキ1形（デキ1・2） 
国鉄からデキ1形（宇部鉄道からの買収車）を譲受した、ドイツAEG社製の凸型二軸機。1969年の昇圧時に昇圧対応工事の対象から外され、廃車となった。
- デキ3形（デキ3）
駿豆鉄道からデキ1形を譲受したもの。凸型木造機。
- ED30形（ED3011→ED301） 
1953年帝國車輛工業製で、唯一の自社発注車。
- ED31形（ED311） 
ED40形（初代）と同様に国鉄のED40形に由来する車両であるが、駿豆鉄道時代に大改造が実施され、片運転台かつ1電動機サイドロッド駆動という特殊構造から、デッキ付両運転台でDT10台車を装着する一般的な機関車になっていた。
- ED27形（ED271） 
国鉄のED27形（南武鉄道からの買収車）を譲受したもの。
- ED10形（ED103）
大井川鉄道のE10形を譲受したもの。岳南鉄道の貨物削減を受けて大井川鉄道へ再譲渡された。
- ED28形（ED281）
小田急電鉄のデキ1020形を譲受したもの。
- ED32形（ED321）
国鉄のED32形（伊那電気鉄道からの買収車）を譲受したもの。ウェスティングハウスタイプの凸型機であった。
- ED50形（ED501）
名古屋鉄道のデキ500形を譲受したもの。2021年8月から「がくてつ機関車ひろば」にて展示[12]。
- ED29形（ED291）
国鉄のED29形（豊川鉄道から買収した初代）を譲受したもの。2021年8月から「がくてつ機関車ひろば」にて展示[12]。

## 乗車券
有人駅である吉原駅・吉原本町駅・岳南富士岡駅の窓口において硬券を販売しているほか、吉原駅には自動券売機が設置されている。TOICA、Suicaなどの交通系ICカードは岳南電車ではIC乗車券としては利用できないが、吉原駅の自動券売機で電子マネーとしては利用でき、片道乗車券と一日乗車券を購入できる。

### 一日乗車券

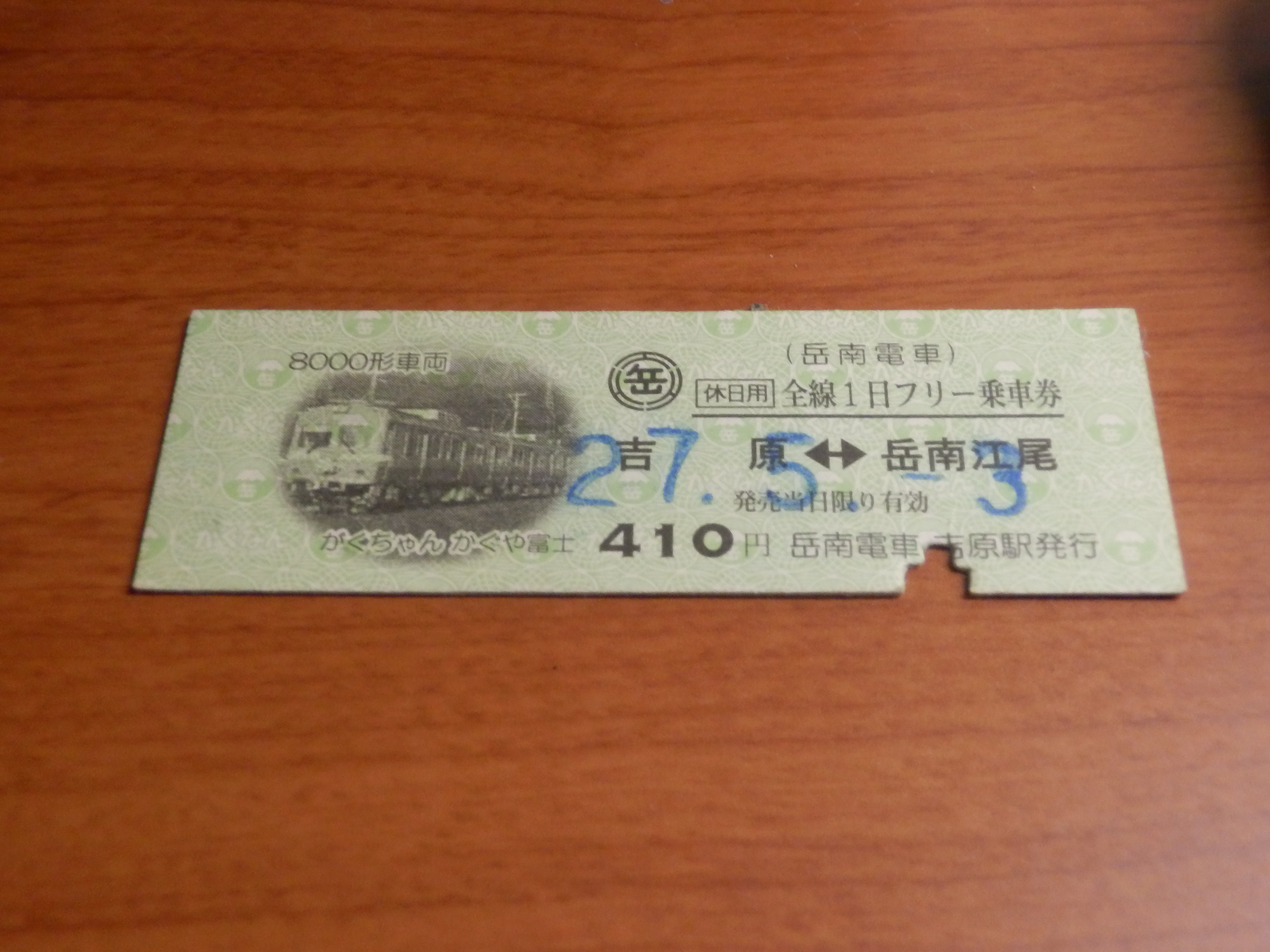
休日1日乗車券

一日乗車券として、平日・休日とも利用できる「全線1日フリー乗車券」を大人720円・小人310円（2019年10月時点）で発売している。2015年6月までは平日用と休日用で分かれており、2012年時点で平日700円・休日用400円、2014年の消費税増税後は平日用720円・休日用410円で発売されていた。また、一日乗車券とは別に、期間中の任意の一日に乗り放題の「こどもフリーパス」が児童の春・夏・冬季休暇中に小人210円（2019年10月時点）で販売されている。